# Kẻ săn đuổi (phim 2008)
Kẻ săn đuổi (Hangul: 추격자, tựa tiếng Anh: The Chaser) là một bộ phim hình sự, kinh dị của điện ảnh Hàn Quốc ra mắt năm 2008. Đồng thời là tác phẩm đầu tay của đạo diễn Na Hong-jin. Phim có sự tham gia diễn xuất của hai ngôi sao Kim Yoon-seok và Ha Jung-woo. Kẻ săn đuổi dựa trên câu chuyện có thật về tên giết người hàng loạt Yoo Young-chul, khi bị bắt vào năm 2004, hắn khai nhận đã giết hơn 20 người và ăn nội tạng của 4 nạn nhân.
Dù bị gắn mác không dành cho người xem dưới 18 tuổi, nhưng Kẻ săn đuổi vẫn thu hút hơn 5 triệu khán giả tới rạp. Nhà phê bình quá cố Roger Ebert từng đánh giá đây là tác phẩm lớn của điện ảnh Hàn Quốc mười năm đầu thế kỷ 21.
Chuyện phim xoay quanh nhân vật Eom Joong-ho (Kim Yoon-seok) vốn là một cảnh sát nhưng do nhận hối lộ nên bị sa thải và kiếm sống bằng công việc môi giới mại dâm ở các tụ điểm ăn chơi. Vào một ngày, hai trong số những gái làng chơi mà Joong-ho quản lý đột nhiên bặt vô âm tín. Anh cử một cô gái khác tên Mi-jin (Seo Young-hee) đến phục vụ vị khách hàng bí ẩn và phát hiện ra hắn ta có liên quan đến hai vụ mất tích. Nhận thấy nguy hiểm đang rình rập Mi-jin, Joong-ho quyết định truy tìm tên khách hàng để cứu cô.

## Nội dung
Eom Joong-ho là một cảnh sát biến chất vừa bị trục xuất khỏi ngành, giờ đây đang là ma cô dẫn gái mại dâm tại các tụ điểm ăn chơi. Công việc làm ăn của Joong-ho gặp chút rắc rối khi hai gái làng chơi của anh mất tích cùng một lúc. Một đêm nọ, Joong-ho yêu cầu Mi-jin tới phục vụ một khách hàng mà anh tin chắc là kẻ cuối cùng nhìn thấy hai cô gái. Dù Mi-jin đang bị ốm nhưng vì sợ rằng gã đàn ông kia có thể là một tên buôn người, Joong-ho vẫn yêu cầu cô tới nhà vị khách bí ẩn để giúp anh dò la tin tức. Đồng thời, anh cũng nhờ tới sự hỗ trợ của những đồng đội cũ nhưng họ đều đang bận giải quyết vụ lùm xùm xoay quanh ngài thị trưởng.
Người đàn ông mà Mi-jin phải tiếp cận, Yeong-min, dẫn cô vào nhà của hắn. Tại đây, Mi-jin trốn vào nhà vệ sinh nhưng không thể liên lạc được cho Joong-ho vì mất sóng điện thoại. Sau khi trói Mi-jin, Yeong-min cố giết cô bằng đục và búa, nhờ kháng cự quyết liệt Mi-jin vẫn giữ được mạng và chỉ bị bất tỉnh. Ngay lúc này, vợ chồng người hàng xóm sang hỏi Yeong-min về ông Park, chủ nhân thật của ngôi nhà hắn đang ở. Trong cơn bực tức, Yeong-min mời họ vào nhà và giết cả hai.
Joong-ho với thông tin ít ỏi, lùng sục tìm nhà của Yeong-min. Xe của hai người vô tình va vào nhau tại một giao lộ nhỏ, thấy áo Yeong-min vấy máu và tên này nhất quyết từ chối đưa số điện thoại để Joong-ho lo việc bảo hiểm, Joong-ho lập tức nghi ngờ. Anh gọi theo số máy của tên khách hàng và điện thoại của Yeong-min đổ chuông. Yeong-min tháo chạy nhưng bị Joong-ho tóm được. Cuối cùng, cả hai bị dẫn tới đồn cảnh sát địa phương. Ở đây, Yeong-min thản nhiên thừa nhận mình là thủ phạm của 9 vụ giết người. Các đơn vị cảnh sát bắt đầu tranh cãi về việc ai sẽ phải chịu trách nhiệm điều tra những vụ án còn bỏ ngỏ mà Yeong-min vừa thú nhận.
Mặc cho lời thú tội, cảnh sát không thể giam giữ Yeong-min lâu hơn 12 giờ vì thiếu bằng chứng. Yeong-min cũng tiết lộ Mi-jin đang còn sống nhưng các thanh tra đều nghi ngờ điều này. Joong-ho đưa nhân viên pháp y tới thu thập mẫu DNA tại nhà Mi-jin rồi dẫn con gái Mi-jin là Eun-ji theo mình đi điều tra một đầu mối tại quê nhà Yeong-min. Anh biết được Yeong-min đã từng ở tù ba năm vì tấn công vào đầu đứa cháu trai. Theo lời của một gái điếm, Joong-ho cũng phát hiện Yeong-min không có khả năng quan hệ tình dục, điều này càng được chứng thực khi hắn phát điên lúc bị một thanh tra hỏi rằng liệu có phải hắn phạm tội với phụ nữ vì bản thân là kẻ "bất lực" hay không. Gã tay chân của Joong-ho tìm được một căn nhà nhỏ nơi Yeong-min từng sống. Trong khi Joong-ho xem xét những bức tranh tường do Yeong-min vẽ, cô bé Eun-ji vì mãi đi theo một người phụ nữ giống mẹ mình nên gặp phải tai nạn và được Joong-ho đưa vào bệnh viện.
Bị Joong-ho cho một trận đòn nhừ tử, Yeong-min tiếp tục khai gian. Công tố viên yêu cầu trả tự do cho Yeong-min mà không cần chờ kết quả giám định DNA và bắt giam Joong-ho vì cáo buộc hành hung nghi can. Trên đường áp giải, Joong-ho vùng thoát khỏi nhóm cảnh sát, tiếp tục truy lùng Yeong-min.
Cùng lúc đó, Mi-jin cởi được dây trói, tự mình thoát khỏi căn nhà. Bị thương nặng, cô chỉ có thể tạm náu mình tại một cửa hiệu tạp hóa nhỏ gần đó và chờ người tới giúp đỡ. Cảnh sát khu vực được thông báo nhưng không ai đến giúp Mi-jin vì đều đang say giấc ngủ trưa. Không may, Yeong-min trên đường về nhà dừng ngay chính tiệm tạp hóa Mi-jin đang trú ẩn để mua thuốc lá. Không hay biết Yeong-min chính là kẻ thủ ác, bà chủ tiệm kể cho hắn nghe tất cả về Mi-jin. Yeong-min dùng một chiếc búa giết cả Mi-jin lẫn bà chủ tiệm. Chạy theo tiếng còi báo động của xe cảnh sát, Joong-ho đến được hiện trường, nhận ra mình đã tới quá muộn. Về phần Yeong-min, hắn vội vã quay lại căn nhà, bỏ đầu và tứ chi của Mi-jin vào bể cá rồi đem chôn xác của hai vợ chồng hàng xóm.
Cả sở cảnh sát Seoul bị bẽ mặt, dồn mọi nguồn lực tìm kiếm tên sát nhân. Trong tận cùng của sự chán nản, Joong-ho tìm tới nhà thờ gần đó và chợt nhận ra hình dáng các bức tượng trong nhà thờ này y hệt thứ mà Yeong-min vẽ trên tường căn nhà cũ. Phó tế của nhà thờ cho Joong-ho biết ông Park là thợ điêu khắc nên các bức tượng, còn Yeong-min là phụ tá của ông. Joong-ho tìm tới nhà ông Park, bắt gặp Yeong-min vừa bước ra cổng, chuẩn bị tới nhà thờ. Hai người lao vào quần chiến, Joong-ho chiếm được thế thượng phong. Ngay lúc chuẩn bị kết liễu Yeong-min, vài người đồng đội cũ kịp lao vào ngăn Joong-ho. Lực lượng cảnh sát nhanh chóng bủa vây căn nhà, vất vả khai quật hàng chục xác chết trong sân vườn giữa cơn mưa nặng hạt.
Bộ phim kết thúc với cảnh Joong-ho ngồi trầm tư bên bé Eun-ji trong phòng bệnh viện.

## Dàn diễn viên
- Kim Yoon-seok trong vai Eom Joong-ho, cựu cảnh sát
- Ha Jung-woo trong vai Je Yeong-min, sát nhân hàng loạt
- Seo Young-hee trong vai Kim Mi-jin, gái mại dâm
- Koo Bon-woong trong vai Oh-jot, đàn em của Eom Joong-ho
- Kim Yoo-jung trong vai Eun-ji, con gái của Mi-jin
- Jung In-gi trong vai Thanh tra Lee
- Park Hyo-joo trong vai Thanh tra Oh
- Choi Jung-woo trong vai Sở trưởng cảnh sát
- Min Kyeong-jin trong vai Đội trưởng cảnh sát
- Oh Yeon-ah trong vai Sung-hee
- Kim Sun-young trong vai Ji-yeong

## Phát hành và doanh thu
Kẻ săn đuổi ra rạp tại Hàn Quốc ngày 14 tháng 2 năm 2008. Trong tuần mở màn, phim kiếm về 3.914.847 USD, xếp ở vị trí thứ hai trong bảng xếp hạng doanh thu nội địa thị trường Hàn Quốc, sau bộ phim Những kẻ thống trị (2008) của Hoa Kỳ. Kẻ săn đuổi vượt lên dẫn đầu phòng vé trong liên tiếp ba tuần sau đó. Tới ngày 1 tháng 6 năm 2008, doanh thu của phim đã là 35.760.133 USD. Kết thúc đợt trình chiếu, tác phẩm đầu tay của đạo diễn Na Hong-jin đã thu hút 5.120.630 lượt khán giả tới xem. Trong năm 2008, Kẻ săn đuổi trở thành bộ phim có doanh thu cao thứ ba tại Hàn Quốc, chỉ đứng sau Thiện, ác, quái và Ông ngoại tuổi 30.

## Đón nhận, phê bình
Kẻ săn đuổi được Rotten Tomatoes chấm 82%, với mức điểm trung bình là 6.75/10 thông qua 34 lượt đánh giá. IMDb cho phim điểm 7.9.

Trong bài review trên chính website mang tên mình, nhà phê bình điện ảnh Roger Ebert có viết:
"Cốt truyện của Kẻ săn đuổi quả là bài tập thao túng tâm lý với mọi khán giả, đặc biệt với hình ảnh về một lực lượng cảnh sát kém cỏi, quan liêu xuyên suốt cả bộ phim. Rõ là đạo diễn Na Hong-jin biết mình đang làm gì. Cũng như Hitchcock, đạo diễn Na cung cấp đủ tình tiết khiến người xem bực tức. Chúng ta biết chắc những gì các nhân vật phải làm nhưng rồi lại liên tục xuất hiện các lý do hoàn hảo ngăn cản họ làm điều đó. Thực hiện được điều kể trên trong kịch bản nghĩa là phim của bạn đã ở đẳng cấp cao hơn những tác phẩm kinh dị thông thường khác.
[...]

"Xem một bộ phim thế này nhắc nhở tôi về những điều chúng ta đang thiếu. Nhiều sản phẩm gần đây đơn giản chỉ toàn thủ thuật đánh lừa khán giả. Phim giật gân sắp ra mắt chẳng có nỗi một lần mà nhân vật chính diễn xuất thực sự trong cả chuỗi cảnh hành động. Chúng ta cứ như đang thưởng thức một bộ truyện tranh và cố gắng dùng tâm trí để gắn kết từng chuyển động rời rạc giữa các khung hình. Bạn ngồi đó, Kẻ săn đuổi mở ra và đạo diễn biết chính xác cách để không xúc phạm người xem. Ngoài chuyện chỉ làm lại bộ phim này, Hollywood nên học tập từ nó."

## Bản làm lại
Ngay trong năm 2008, hãng Warner Bros. đã liên hệ với đơn vị chủ quản của Kẻ săn đuổi để mua lại bản quyền kịch bản phim với giá 1 triệu USD, kèm theo nhiều ưu đãi cho nhà sản xuất phía Hàn Quốc tùy vào doanh thu phòng vé của phiên bản làm lại. Thời điểm đó, nhiều đồn đoán cho rằng phim sẽ có sự góp mặt của biên kịch William Monahan và diễn viên Leonardo DiCaprio, bộ đôi đã từng hợp tác thành công trong Điệp vụ Boston (2006), bản remake tác phẩm Vô gian đạo của điện ảnh Hồng Kông.

## Giải thưởng và đề cử

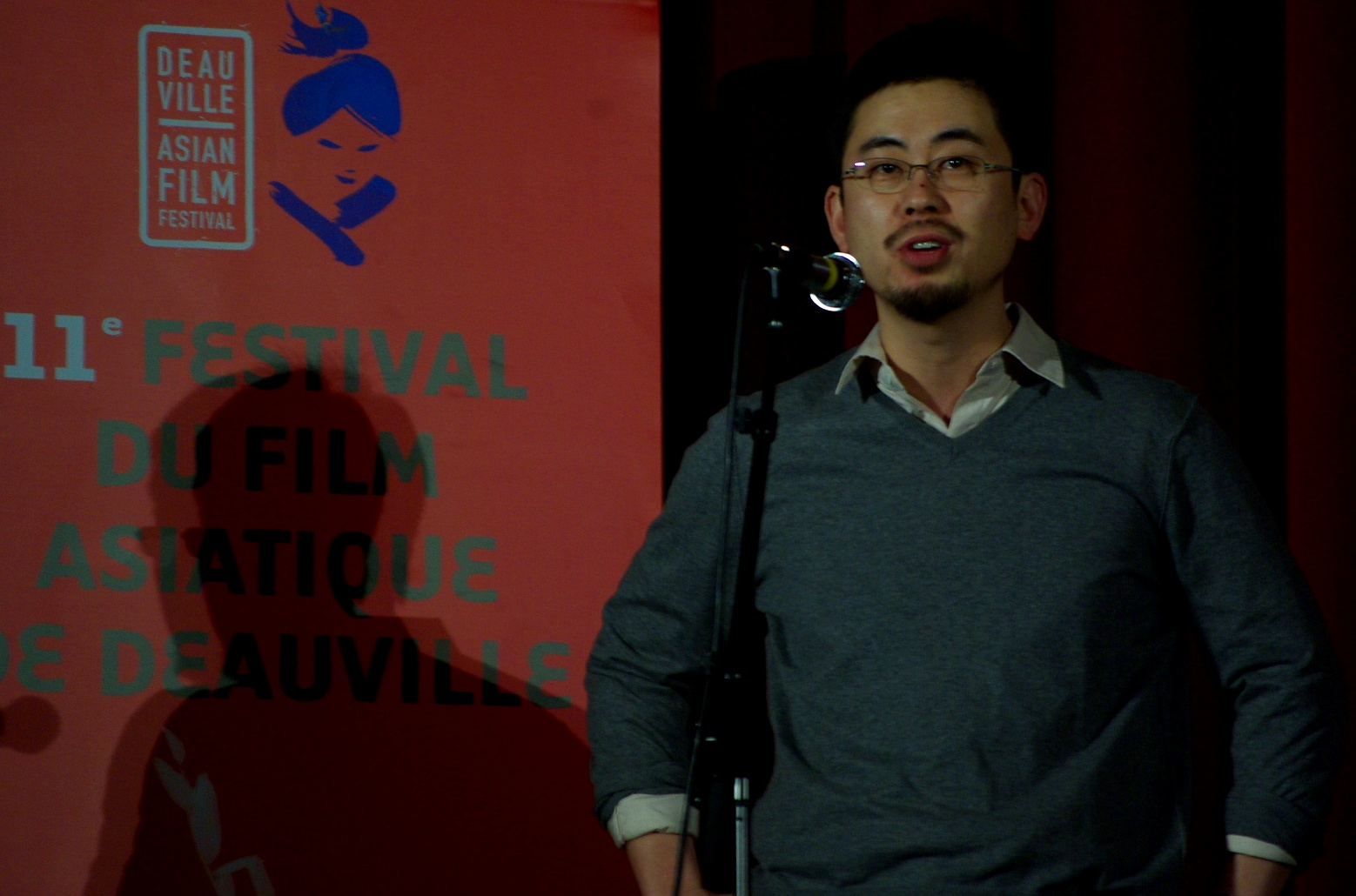
Đạo diễn Na Hong-jin tại Liên hoan phim châu Á Deauville 2009.

| Năm  | Giải                                         | Hạng mục                       | Đối tượng đề cử             | Kết quả   |        |
| ---- | -------------------------------------------- | ------------------------------ | --------------------------- | --------- | ------ |
| 2008 | Liên hoan phim Cannes lần thứ 61             | Camera vàng                    | Na Hong-jin                 | Đề cử     | [ 17 ] |
| 2008 | Giải nghệ thuật Beaksang lần thứ 44          | Giải Daesang                   | Kẻ săn đuổi                 | Đoạt giải | [ 18 ] |
| 2008 | Giải nghệ thuật Beaksang lần thứ 44          | Phim hay nhất                  | Kẻ săn đuổi                 | Đề cử     | [ 18 ] |
| 2008 | Giải nghệ thuật Beaksang lần thứ 44          | Đạo diễn xuất sắc nhất         | Na Hong-jin                 | Đề cử     | [ 18 ] |
| 2008 | Giải nghệ thuật Beaksang lần thứ 44          | Nam diễn viên xuất sắc nhất    | Kim Yoon-seok               | Đề cử     | [ 18 ] |
| 2008 | Giải nghệ thuật Beaksang lần thứ 44          | Nam diễn viên xuất sắc nhất    | Ha Jung-woo                 | Đề cử     | [ 18 ] |
| 2008 | Giải nghệ thuật Beaksang lần thứ 44          | Đạo diễn mới xuất sắc nhất     | Na Hong-jin                 | Đoạt giải | [ 18 ] |
| 2008 | Giải nghệ thuật Beaksang lần thứ 44          | Kịch bản hay nhất              | Na Hong-jin, Shinho Lee     | Đề cử     | [ 18 ] |
| 2008 | Giải phim nghệ thuật Chunsa lần thứ 16       | Nam diễn viên xuất sắc nhất    | Kim Yoon-seok               | Đoạt giải | [ 19 ] |
| 2008 | Giải phim nghệ thuật Chunsa lần thứ 16       | Nam diễn viên xuất sắc nhất    | Ha Jung-woo                 | Đoạt giải | [ 19 ] |
| 2008 | Giải phim nghệ thuật Chunsa lần thứ 16       | Đạo diễn mới xuất sắc nhất     | Na Hong-jin                 | Đoạt giải | [ 19 ] |
| 2008 | Giải phim nghệ thuật Chunsa lần thứ 16       | Kịch bản hay nhất              | Na Hong-jin, Shinho Lee     | Đoạt giải | [ 19 ] |
| 2008 | Giải phim nghệ thuật Chunsa lần thứ 16       | Giải kỹ thuật                  | Choi Tae-young              | Đoạt giải | [ 19 ] |
| 2008 | Giải phê bình phim Busan lần thứ 9           | Nam diễn viên xuất sắc nhất    | Kim Yoon-seok               | Đoạt giải | [ 20 ] |
| 2008 | Giải phê bình phim Busan lần thứ 9           | Kịch bản hay nhất              | Na Hong-jin, Shinho Lee     | Đoạt giải | [ 20 ] |
| 2008 | Giải thưởng phim Buil lần thứ 17             | Phim hay nhất                  | Kẻ săn đuổi                 | Đề cử     | [ 21 ] |
| 2008 | Giải thưởng phim Buil lần thứ 17             | Đạo diễn xuất sắc nhất         | Na Hong-jin                 | Đoạt giải | [ 21 ] |
| 2008 | Giải thưởng phim Buil lần thứ 17             | Nam diễn viên xuất sắc nhất    | Kim Yoon-seok               | Đoạt giải | [ 21 ] |
| 2008 | Giải thưởng phim Buil lần thứ 17             | Nam diễn viên xuất sắc nhất    | Ha Jung-woo                 | Đề cử     | [ 21 ] |
| 2008 | Giải thưởng phim Buil lần thứ 17             | Đạo diễn mới xuất sắc nhất     | Na Hong-jin                 | Đề cử     | [ 21 ] |
| 2008 | Giải thưởng phim Buil lần thứ 17             | Kịch bản hay nhất              | Na Hong-jin                 | Đề cử     | [ 21 ] |
| 2008 | Giải thưởng phim Buil lần thứ 17             | Giải do độc giả bình chọn      | Kẻ săn đuổi                 | Đoạt giải | [ 21 ] |
| 2008 | Giải thưởng phim Buil lần thứ 17             | Biên tập tốt nhất              | Kim Sun-min                 | Đoạt giải | [ 21 ] |
| 2008 | Giải thưởng phim Buil lần thứ 17             | Quay phim tốt nhất             | Lee Sung-jae                | Đề cử     | [ 21 ] |
| 2008 | Giải thưởng phim Buil lần thứ 17             | Hiệu ứng ánh sáng tốt nhất     | Lee Cheol-oh                | Đề cử     | [ 21 ] |
| 2008 | Giải Chuông Vàng lần thứ 45                  | Phim hay nhất                  | Kẻ săn đuổi                 | Đoạt giải | [ 22 ] |
| 2008 | Giải Chuông Vàng lần thứ 45                  | Đạo diễn xuất sắc nhất         | Na Hong-jin                 | Đoạt giải | [ 22 ] |
| 2008 | Giải Chuông Vàng lần thứ 45                  | Nam diễn viên xuất sắc nhất    | Kim Yoon-seok               | Đoạt giải | [ 22 ] |
| 2008 | Giải Chuông Vàng lần thứ 45                  | Nam diễn viên xuất sắc nhất    | Ha Jung-woo                 | Đề cử     | [ 22 ] |
| 2008 | Giải Chuông Vàng lần thứ 45                  | Nữ diễn viên phụ xuất sắc nhất | Seo Young-hee               | Đề cử     | [ 22 ] |
| 2008 | Giải Chuông Vàng lần thứ 45                  | Đạo diễn mới xuất sắc nhất     | Na Hong-jin                 | Đề cử     | [ 22 ] |
| 2008 | Giải Chuông Vàng lần thứ 45                  | Kịch bản hay nhất              | Na Hong-jin                 | Đề cử     | [ 22 ] |
| 2008 | Giải Chuông Vàng lần thứ 45                  | Biên tập tốt nhất              | Kim Sun-min                 | Đề cử     | [ 22 ] |
| 2008 | Giải Chuông Vàng lần thứ 45                  | Quay phim tốt nhất             | Lee Sung-jae                | Đoạt giải | [ 22 ] |
| 2008 | Giải Chuông Vàng lần thứ 45                  | Hoạch định sản xuất tốt nhất   | Kim Su-jin, Yun In-beom     | Đoạt giải | [ 22 ] |
| 2008 | Giải Chuông Vàng lần thứ 45                  | Âm thanh tốt nhất              | Kim Sin-yong                | Đề cử     | [ 22 ] |
| 2008 | Giải Rồng Xanh lần thứ 29                    | Phim hay nhất                  | Kẻ săn đuổi                 | Đề cử     | [ 23 ] |
| 2008 | Giải Rồng Xanh lần thứ 29                    | Nam diễn viên xuất sắc nhất    | Kim Yoon-seok               | Đoạt giải | [ 23 ] |
| 2008 | Giải Rồng Xanh lần thứ 29                    | Nam diễn viên xuất sắc nhất    | Ha Jung-woo                 | Đề cử     | [ 23 ] |
| 2008 | Giải Rồng Xanh lần thứ 29                    | Nữ diễn viên phụ xuất sắc nhất | Seo Young-hee               | Đề cử     | [ 23 ] |
| 2008 | Giải Rồng Xanh lần thứ 29                    | Đạo diễn mới xuất sắc nhất     | Na Hong-jin                 | Đề cử     | [ 23 ] |
| 2008 | Giải Rồng Xanh lần thứ 29                    | Kịch bản hay nhất              | Na Hong-jin, Shinho Lee     | Đề cử     | [ 23 ] |
| 2008 | Giải Rồng Xanh lần thứ 29                    | Quay phim tốt nhất             | Lee Sung-jae                | Đề cử     | [ 23 ] |
| 2008 | Giải Rồng Xanh lần thứ 29                    | Âm nhạc tốt nhất               | Kim Jun-seok, Choi Yong-rak | Đề cử     | [ 23 ] |
| 2008 | Giải Rồng Xanh lần thứ 29                    | Giải kỹ thuật                  | Kim Sun-min (Biên tập phim) | Đề cử     | [ 23 ] |
| 2008 | Giải điện ảnh Hàn Quốc lần thứ 7             | Phim hay nhất                  | Kẻ săn đuổi                 | Đoạt giải | [ 24 ] |
| 2008 | Giải điện ảnh Hàn Quốc lần thứ 7             | Nam diễn viên xuất sắc nhất    | Kim Yoon-seok               | Đoạt giải | [ 24 ] |
| 2008 | Giải điện ảnh Hàn Quốc lần thứ 7             | Nữ diễn viên phụ xuất sắc nhất | Seo Young-hee               | Đề cử     | [ 24 ] |
| 2008 | Giải điện ảnh Hàn Quốc lần thứ 7             | Đạo diễn xuất sắc nhất         | Na Hong-jin                 | Đoạt giải | [ 24 ] |
| 2008 | Giải điện ảnh Hàn Quốc lần thứ 7             | Đạo diễn mới xuất sắc nhất     | Na Hong-jin                 | Đoạt giải | [ 24 ] |
| 2008 | Giải điện ảnh Hàn Quốc lần thứ 7             | Kịch bản hay nhất              | Na Hong-jin, Shinho Lee     | Đoạt giải | [ 24 ] |
| 2008 | Giải điện ảnh Hàn Quốc lần thứ 7             | Biên tập tốt nhất              | Kim Sun-min                 | Đoạt giải | [ 24 ] |
| 2008 | Giải điện ảnh Hàn Quốc lần thứ 7             | Quay phim tốt nhất             | Lee Sung-jae                | Đề cử     | [ 24 ] |
| 2008 | Giải điện ảnh Hàn Quốc lần thứ 7             | Âm nhạc tốt nhất               | Kim Jun-seok, Choi Yong-rak | Đề cử     | [ 24 ] |
| 2008 | Liên hoan phim Đại học Hàn Quốc              | Nam diễn viên xuất sắc nhất    | Kim Yoon-seok               | Đoạt giải | [ 25 ] |
| 2008 | Giải Director's Cut lần thứ 11               | Nam diễn viên xuất sắc nhất    | Ha Jung-woo                 | Đoạt giải | [ 26 ] |
| 2008 | Giải Director's Cut lần thứ 11               | Đạo diễn mới xuất sắc nhất     | Na Hong-jin                 | Đoạt giải | [ 26 ] |
| 2008 | Giải Cine 21                                 | Nam diễn viên xuất sắc nhất    | Ha Jung-woo                 | Đoạt giải |        |
| 2008 | Giải Cine 21                                 | Đạo diễn mới xuất sắc nhất     | Na Hong-jin                 | Đoạt giải |        |
| 2008 | Giải Cine 21                                 | Kịch bản hay nhất              | Na Hong-jin, Shinho Lee     | Đoạt giải |        |
| 2008 | Giải điện ảnh Châu Á - Thái Bình Dương lần 2 | Nam diễn viên xuất sắc nhất    | Kim Yoon-seok               | Đề cử     | [ 27 ] |
| 2008 | LHP phim viễn tưởng Bucheon lần thứ 12       | Phim hay nhất                  | Kẻ săn đuổi                 | Đoạt giải |        |
| 2008 | LHP phim viễn tưởng Bucheon lần thứ 12       | Nữ diễn viên xuất sắc nhất     | Seo Young-hee               | Đoạt giải |        |
| 2008 | LHP phim viễn tưởng Bucheon lần thứ 12       | Giải EFFFF Châu Á              | Kẻ săn đuổi                 | Đoạt giải |        |
| 2009 | Giải điện ảnh Châu Á lần thứ 3               | Nam diễn viên xuất sắc nhất    | Ha Jung-woo                 | Đề cử     | [ 28 ] |
| 2009 | Giải điện ảnh Châu Á lần thứ 3               | Kịch bản hay nhất              | Na Hong-jin, Shinho Lee     | Đề cử     | [ 28 ] |
| 2009 | Giải điện ảnh Châu Á lần thứ 3               | Biên tập tốt nhất              | Kim Sun-min                 | Đoạt giải | [ 28 ] |